# Circulació atmosfèrica

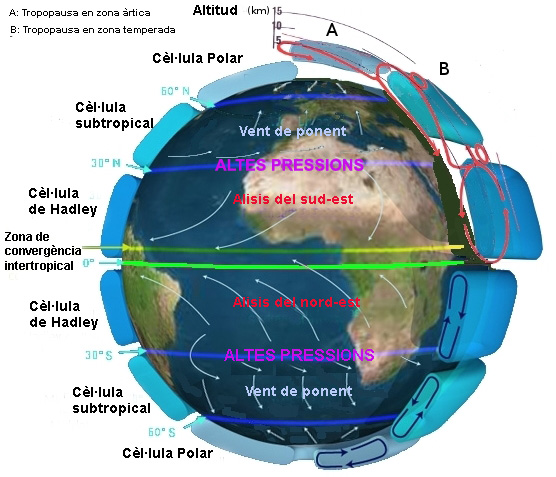
Representació de la circulació atmosfèrica a gran escala a la Terra (a l'equinocci)

Mitjana de precipitacions mensuals a llarg termini

La circulació atmosfèrica és un moviment de l'aire atmosfèric a gran escala i el medi pel qual la calor és distribuïda sobre la superfície de la Terra (juntament amb la circulació oceànica). Tanmateix, cal tenir en compte que, tot i que el paper dels corrents oceànics és més petit que el de la circulació atmosfèrica, la seva importància quant al flux de calor entre les diferents zones geoastronòmiques és molt gran, per la notable diferència de densitat entre l'atmosfera i les aigües oceàniques que ocasiona que la calor específica transportada per un m³ d'aigua oceànica sigui molt superior a la que pot desplaçar un m³ d'aire.

L'atmosfera es divideix en quatre capes, cadascuna amb una temperatura i composició diferent. La troposfera és la capa més propera a la superfície terrestre, té una amplitud d'entre 10 i 16 quilòmetres, sent més extensa a l'equador que als pols. És en aquesta capa on es produeixen la major part dels fenòmens atmosfèrics.
La circulació atmosfèrica varia lleugerament d'un any a l'altre, almenys a escala detallada, però l'estructura bàsica roman sempre constant. Tanmateix, els sistemes atmosfèrics individuals - depressions de mitjana latitud, o cèl·lules convectives tropicals - es produeixen aparentment de forma aleatòria, i està acceptat que el temps meteorològic a escala local o regional no pot ser pronosticat més enllà d'un breu període: potser un mes en teoria, o uns deu dies a la pràctica. Tanmateix, la mitjana d'aquests sistemes - el clima - és molt estable, cosa que sembla contradir la tesi del canvi climàtic.

## Principis fonamentals de la circulació

### Altes i baixes pressions
Les isòbares són línies que uneixen punts del mapa amb la mateixa pressió atmosfèrica o baromètrica. El gradient de pressió es refereix als canvis de pressió a través de la superfície horitzontal d'un mapa. On hi ha un gradient de pressió, les molècules d'aire tendeixen a desplaçar-se en una mateixa direcció. Aquest moviment de l'aire es coneix com a força del gradient de pressió. En conclusió, el moviment horitzontal de l'aire es genera a conseqüència de la força del gradient de pressió. Com més pronunciat sigui aquest, més forta serà la força que impulsa el moviment de l'aire, és a dir, el vent.
Les zones d'altes pressions, conegudes també com a anticiclons, es caracteritzen per tenir una pressió atmosfèrica superior als 1013 mil·libars. Aquestes zones es localitzen principalment als cinturons subtropicals i a les regions polars, tant a l'hemisferi nord com a l'hemisferi sud. En aquestes àrees, l'aire tendeix a descendir, donant lloc a climes més estables, amb poques precipitacions i cels assolellats. D'altra banda, les zones de baixes pressions o depressions presenten una pressió atmosfèrica inferior als 1013 mil·libars. Aquestes zones es troben generalment a l'equador i a les latituds mitjanes. Com que hi ha menor pressió, l'aire s'eleva, superant el nivell de condensació i provocant la formació de núvols i precipitacions abundants.
Cal tenir present que el moviment de l'aire en aquestes zones va de les altes pressions a les baixes pressions. A l'hemisferi nord, el vent circula en sentit antihorari al voltant de les baixes pressions, mentre que al voltant de les altes pressions ho fa en sentit horari. A l'hemisferi sud, el sentit de gir és invers.

### Força de Coriolis
Si la rotació de la terra sobre un eix no existís els vents seguirien la direcció del gradient de pressió, de manera que només hi hauria una cèl·lula de convecció a cada hemisferi. Però aquest no és el cas. A causa d’una rotació constant els vents estan sotmesos a la força de coriolis. L’efecte de coriolis s'explica per la llei de Ferrel, la qual diu que qualsevol objecte o fluid que es mogui horitzontalment a l’hemisferi nord té una tendència a desviar-se cap a la dreta en la trajectòria del seu moviment. En canvi, a l’hemisferi sud els vents es desvien cap a l’esquerra. De manera que es formen tres cèl·lules de convecció a cada hemisferi (cèl·lula de Hadley, cèl·lula de Ferrel i cèl·lula polar). L’efecte coriolis no actua directament sobre l'equador, però a mesura que ens apropem als pols incrementa la seva força.

## Característiques de la circulació latitudinal

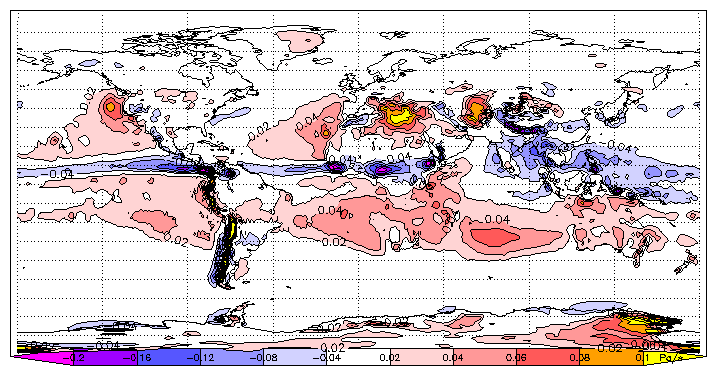
Velocitat vertical a 500 hPa, mitjana de juliol. L’ascensió (valors negatius) es concentra prop de l'equador solar; el descens (valors positius) és més difús, però també es produeix principalment a la cèl·lula de Hadley.

Els cinturons de vent que envolten el planeta s'organitzen en tres cèl·lules a cada hemisferi: la cèl·lula de Hadley, la cèl·lula de Ferrel i la cèl·lula polar. Aquestes cèl·lules existeixen tant a l’hemisferi nord com al sud, en aquest mateix ordre. Una bona part del moviment atmosfèric es produeix a la cèl·lula de Hadley, la que es troba a latituds més baixes. Els sistemes d’alta pressió que actuen sobre la superfície terrestre s'equilibren amb els sistemes de baixa pressió d'altres llocs. Com a resultat, hi ha un equilibri de forces que actuen sobre la superfície terrestre.
Les latituds del cavall són una zona d’alta pressió d’uns 30 ° a 35 ° de latitud (nord o sud) on els vents divergeixen cap a les zones adjacents de les cèl·lules de Hadley o Ferrel i que solen tenir vents fluixos, cels assolellats i poques precipitacions.

### Cèl·lula de Hadley
El patró de circulació atmosfèrica que George Hadley, advocat i meteoròleg (1685-1768), va descriure va ser un intent d’explicar els vents alisis. La cèl·lula de Hadley és un bucle de circulació tancat que comença a l'equador. Allà, l’aire humit és escalfat per la superfície terrestre, disminueix la seva densitat i ascendeix. Una massa d'aire similar que puja a l'altre costat de l'equador obliga a les masses d'aire que pugen a desplaçar-se cap al pol. L’aire ascendent crea una zona de baixa pressió prop de l'equador. A mesura que l’aire es mou cap al pol, es refreda, es torna més dens i descendeix aproximadament al paral·lel 30, creant una zona d’alta pressió. L'aire descendent es desplaça cap a l'equador al llarg de la superfície, substituint l'aire que va sortir de la zona equatorial, tancant el bucle de la cèl·lula de Hadley. El moviment cap al pol de l’aire a la part superior de la troposfera es desvia cap a l'est, causat per l'acceleració de Coriolis. Al nivell del terra, però, el moviment de l’aire cap a l'equador a la troposfera inferior es desvia cap a l’oest, produint un vent de l'est. Els vents que flueixen cap a l’oest (de l'est, vent de llevant) a nivell de terra de la cèl·lula de Hadley s'anomenen vents alisis.
Tot i que la cèl·lula de Hadley es descriu com situada a l'equador, a l’hemisferi nord es desplaça cap a latituds més altes al juny i juliol i cap a latituds més baixes al desembre i gener, que és el resultat de l'escalfament solar de la superfície. La zona on es produeix l'escalfament més gran s'anomena “equador tèrmic”. Com que l'estiu de l’hemisferi sud és de desembre a març, es produeix el moviment de l'equador tèrmic cap a latituds sud més altes.
El sistema Hadley proporciona un exemple de circulació tèrmica directa. La potència del sistema Hadley, considerat com un motor tèrmic, s'estima en 200 terawatts.

### Cèl·lula de Ferrel

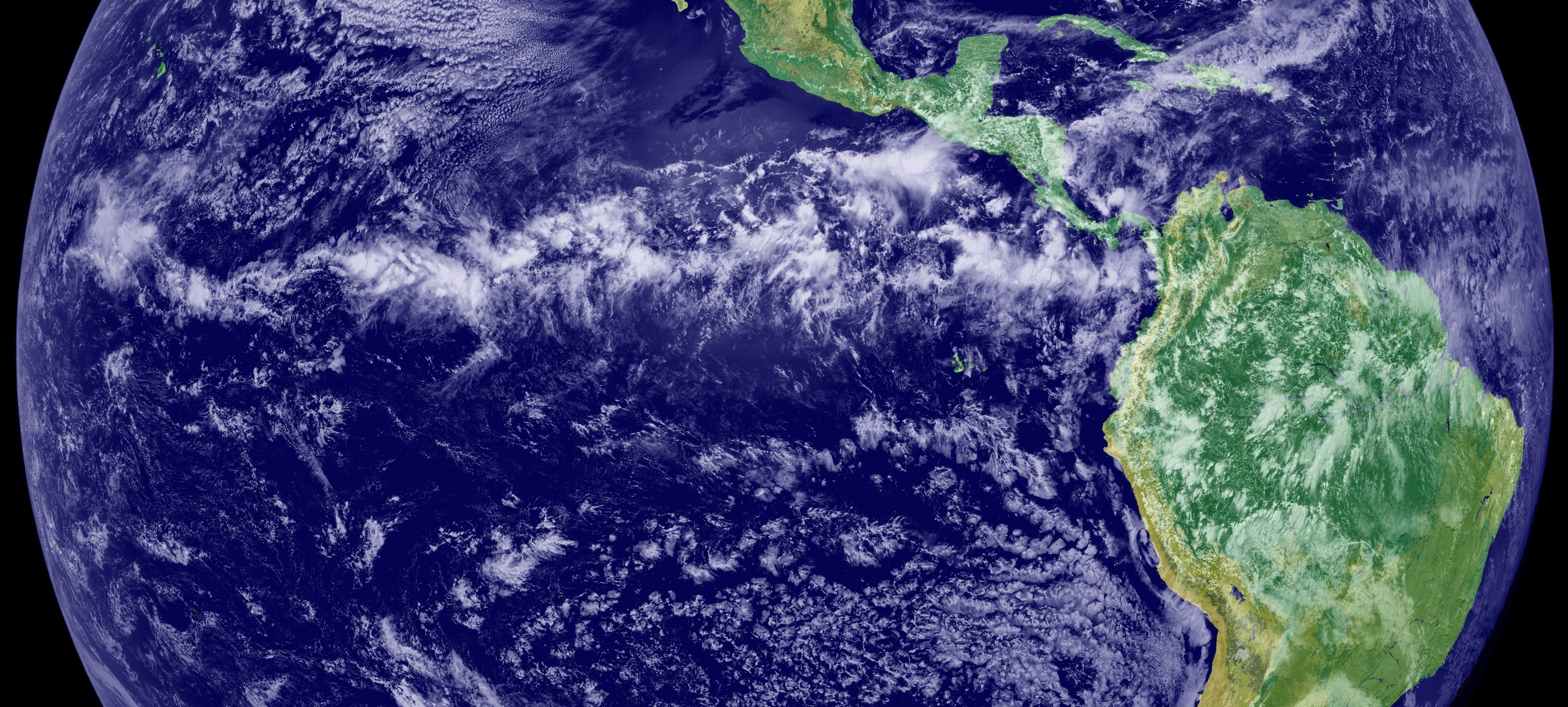
La banda de núvols de la zona de convergència intertropical sobre el Pacífic oriental i les Amèriques, vista des de l'espai.

Part de l’aire que puja a 60 ° de latitud divergeix a gran altitud cap als pols i crea la cèl·lula polar. La resta es mou cap a l'equador, on xoca a 30 ° de latitud amb l’aire d’alt nivell de la cèl·lula de Hadley. Allà disminueix i enforteix les serres d'alta pressió que hi ha a sota. Una gran part de l'energia que impulsa la cèl·lula Ferrel la proporcionen les cèl·lules polars i Hadley que circulen a banda i banda i que arrosseguen la cèl·lula Ferrel. La cèl·lula de Ferrel, teoritzada per William Ferrel (1817–1891), és, per tant, una característica de circulació secundària, l'existència de la qual depèn de les cèl·lules polars i de Hadley a banda i banda. Es podria pensar com un remolí creat per les cèl·lules polars i Hadley.
L’aire de la cèl·lula de Ferrel que baixa a 30 ° de latitud torna al pol a nivell del terra i, en fer-ho, es desvia cap a l'est. A l'atmosfera superior de la cèl·lula de Ferrel, l'aire que es mou cap a l'equador es desvia cap a l'oest. Com a resultat, de la mateixa manera que els vents alisis de l'est es troben per sota de la cèl·lula de Hadley, els vents de l'oest es troben sota la cèl·lula de Ferrel.
La cèl·lula de Ferrel és feble, perquè no té ni una font de calor ni un fort embornal, de manera que el flux d’aire i les temperatures a l'interior són variables. Per aquest motiu, les latituds mitjanes de vegades es coneixen com a "zona de mescla". Les cèl·lules polar i Hadley són veritablement bucles tancats, la cèl·lula Ferrel no, i el punt revelador es troba en els vents de l'oest. Els vents alisis i polars orientals no tenen res sobre què prevaldre, ja que les seves cèl·lules de circulació parentals són prou fortes i s'enfronten a pocs obstacles, ja sigui en forma de les característiques del terreny o zones d’alta pressió. No obstant això, els vents de l'oest més febles de la cèl·lula Ferrel es poden interrompre. El pas local d'un front fred els pot fer canviar en qüestió de minuts, i sovint ho fa. Com a resultat, a la superfície, els vents poden variar bruscament de direcció. Però els vents per sobre de la superfície, menys afectats pel terreny, es dirigeixen essencialment cap a l'oest. Una zona de baixa pressió a 60 ° de latitud que es desplaça cap a l'equador o una zona d’alta pressió a 30 ° de latitud que es mou cap al pol, accelerarà els vents de l'oest de la cèl·lula de Ferrel. Un vent alt i fort en direcció als pols pot provocar vents de l'oest durant dies.
El sistema Ferrel actua com una bomba de calor amb un coeficient de rendiment de 12,1, consumint energia cinètica dels sistemes polar i Hadley a una velocitat aproximada de 275 terawatts.

### Cèl·lula polar
La cèl·lula polar és un sistema senzill amb forts conductors de convecció. Tot i que fresques i seques en relació amb l’aire equatorial, les masses d’aire al paral·lel 60 són encara prou càlides i humides per experimentar convecció i conduir un bucle tèrmic. Al paral·lel 60, l’aire s'eleva fins a la tropopausa (uns 8 km en aquesta latitud) i es mou en direcció al pol. En fer-ho, la massa d’aire de nivell superior es desvia cap a l'est. Quan l’aire arriba a les zones polars, s'ha refredat per radiació a l'espai i és considerablement més dens que l’aire subjacent. Baixa creant una zona d’alta pressió freda i seca. Al nivell de la superfície polar, la massa d’aire s'allunya del pol cap al paral·lel 60, substituint l’aire que pujava i la cèl·lula de circulació polar es completa. A mesura que l’aire de la superfície es mou cap a l'equador, es desvia cap a l’oest. De nou, les desviacions de les masses d’aire són el resultat de l'efecte Coriolis. Els fluxos d’aire a la superfície s'anomenen vents orientals polars, que flueixen de nord-est a sud-oest prop del pol nord i de sud-est a nord-oest prop del pol sud.
La sortida de massa d’aire de la cèl·lula crea ones harmòniques a l’atmosfera conegudes com a ones de Rossby. Aquestes ones ultra llargues determinen el recorregut del corrent en jet polar, que viatja dins de la zona de transició entre la tropopausa i la cèl·lula de Ferrel. En actuar com a dissipador de calor, la cèl·lula polar mou l’abundant calor de l'equador cap a les regions polars.
La cèl·lula de Hadley i la cèl·lula polar són similars pel fet que són tèrmicament directes; en altres paraules, existeixen com a conseqüència directa de les temperatures superficials. Les seves característiques tèrmiques determinen el clima al seu domini. El gran volum d’energia que transporta la cèl·lula de Hadley i la profunditat del dissipador de calor que conté la cèl·lula polar garanteix que els fenòmens meteorològics transitoris no només tinguin un efecte insignificant sobre el conjunt del sistema, sinó que, excepte en circumstàncies inusuals, no es formin. La interminable cadena d'alts i baixos que forma part de la vida quotidiana dels habitants de latituds mitjanes sota de la cèl·lula de Ferrel a les latituds entre 30 i 60 °, es desconeix per sobre del paral·lel 60 i per sota del 30. Hi ha algunes excepcions notables a aquesta regla; a Europa, el clima inestable s'estén almenys al paral·lel 70° nord.
La cèl·lula polar, el terreny i els vents catabàtics de l'Antàrtida poden crear condicions molt fredes a la superfície, per exemple, la temperatura més baixa registrada a la Terra: -89,2 °C a l'estació Vostok de l'Antàrtida, mesurada el 1983.

## Característiques de la circulació longitudinal

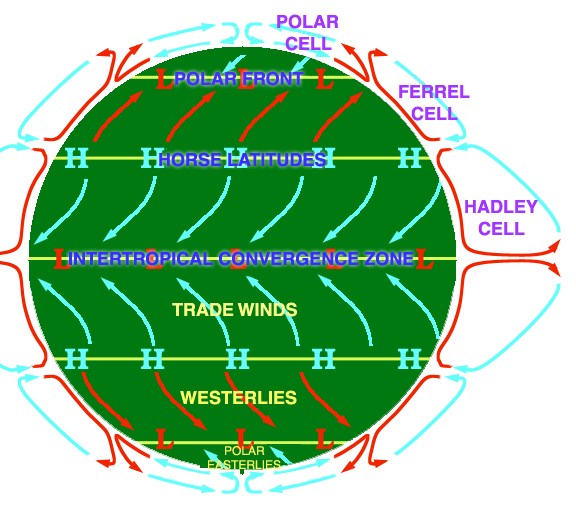
Una visió ideal de les tres cèl·lules de circulació.

Les cèl·lules de Hadley, Ferrel, i Polar acompleixen un important paper en la circulació atmosfèrica, i venen a constituir un efecte i no una causa de la circulació atmosfèrica global. Això significa que la circulació atmosfèrica és el resultat d'una combinació de molts factors que actuen sobre el patró baromètric de l'aire determinat pels centres d'acció (anticiclons i ciclons o depressions).
La circulació latitudinal apareix com a conseqüència que la radiació solar incident per unitat d'àrea és més alta a les baixes latituds equatorials, i disminueix segons la latitud augmenta, assolint el seu pic mínim als pols. La circulació longitudinal, per un altre costat, apareix ja que l'aigua té una capacitat més gran d'escalfament que la terra. Tot i que necessita molt més temps que l'aire per absorbir i expulsar calor, atès que l'aire és diatèrman, és a dir, es deixa travessar pels rajos solars sense escalfar-se, mentre que les aigües absorbeixen lentament aquella calor dels rajos solars i l'alliberen quan l'atmosfera està més freda. Fins i tot a microescales aquest efecte és perceptible; donat que porta a la brisa marina, aire refredat per l'aigua cap a la costa durant el dia, i transporta la brisa terrestre, aire refredat pel contacte amb el sòl, cap al mar durant les nits.
A una escala més gran, aquest efecte deixa de ser diürn (diari), i, en canvi, és temporal, o fins i tot decadal en els seus efectes. L'aire càlid s'eleva sobre les regions de l'equador continental i oest de l'oceà Pacífic, i flueix a l'est o oest, depenent de la seva ubicació, quan assoleix la tropopausa, i s'enfonsa a l'Atlàntic i Índic, i a l'est de l'Pacífic.
La cèl·lula de l'oceà Pacífic té un paper important en el temps atmosfèric de la Terra. Aquesta cèl·lula ubicada completament a l'oceà apareix com a resultat d'una marcada diferència entre les temperatures de la superfície dels extrems occidental i oriental. En circumstàncies normals, les aigües de l'oest són càlides i les de l'est fredes. El procés comença quan l'activitat convectiva sobre l'equador d'Àsia Oriental i l'aire fred que s'enfonsa des de la costa occidental de Sud-amèrica creen un patró de vents que empeny l'aigua del Pacífic cap a l'oest i l'amuntega al Pacífic occidental. Els nivells d'aigua al Pacífic oest són 60 cm més alts que a l'est, una diferència que és deguda únicament a la força de l'aire.

### Circulació Walker

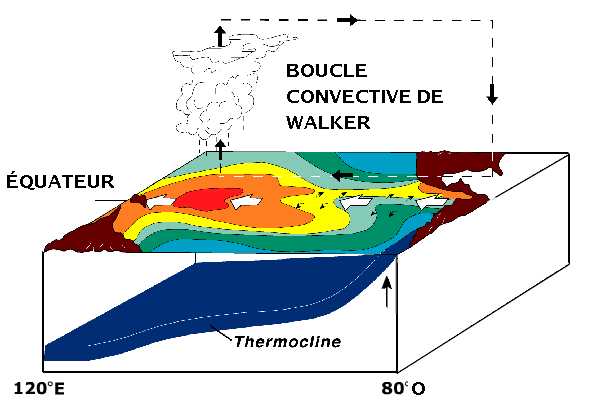
Circulació convectiva normal de Walker

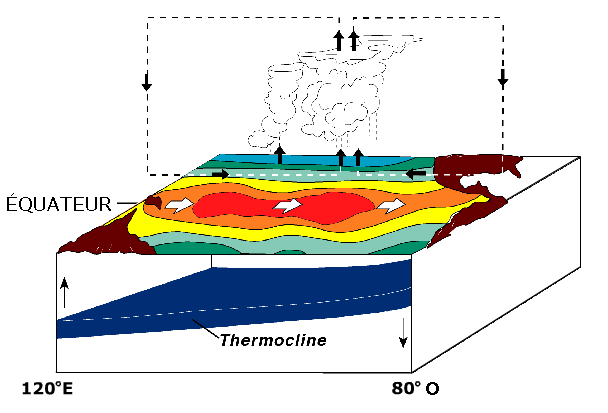
La disminució dels vents alisis altera el cicle de Walker i permet que l’aigua calenta flueixi més cap a l'est

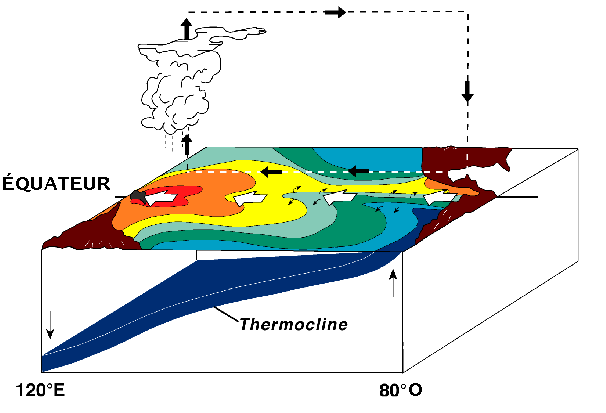
L'enfortiment dels vents estén la zona coberta per la circulació de Walker i la reforça

La cèl·lula del Pacífic és de tal importància que ha sigut anomenada la circulació Walker per Sir Gilbert Walker, un director dels observatoris britànics de principis del segle XX a l'Índia, que buscà un mètode per predir quan acabarien els vents del monsó. Tot i no ho va aconseguir, el seu treball el dugué al descobriment d'un enllaç indiscutible entre les variacions periòdiques de pressió als oceans Índic i Pacífic, que definí com a "Oscil·lació Meridional".
El moviment d'aire a la circulació Walker afecta els bucles de cada costat. En circumstàncies "normals", els vents alisis circulen de l’Est cap a l’Oest, és a dir, de la costa de Sud-amèrica fins a la costa Indoaustraliana. De manera que s'esperen climes humits a la part Oest i climes secs a la part Est de la cèl·lula. Però, cada pocs anys, els vents es tornen inusualment càlids o freds, o la freqüència d'huracans augmenta o disminueix. El patró es reprodueix durant un període indeterminat.

#### El Niño - Oscil·lació Meridional
El comportament de la cèl·lula de Walker és la clau per entendre el fenomen d'El Niño, o més correctament, ENSO, ENOS en català (El Niño Oscil·lació del Sud),  o El Niño - Oscil·lació Meridional. El cicle ENOS alterna dues fases: El Niño o fase càlida, i La Niña o fase freda. Aquest cicle es manifesta en les variacions inusuals de la temperatura de les aigües superficials de l'Oceà Paciífic.
El fenomen conegut com a "El Niño" deu el seu nom a una observació històrica dels pescadors sud-americans. Aquests van detectar que, ocasionalment, les aigües costaneres del Perú experimentaven un increment notable de temperatura. Aquesta alteració tèrmica es manifestava durant l’època de Nadal, motiu pel qual els pescadors van denominar aquesta ocurrència "el corrent d'El Niño", en referència al naixement de Jesucrist que se celebra en aquestes dates.
Si l'activitat convectiva s'alenteix al Pacífic occidental per algun motiu (aquest motiu es desconeix actualment), el dòmino del clima comença a caure. Primer, els vents de l'oest a la capa superior cessen. Això talla la font de refredament de l'aire en enfonsament i, per tant, els vents alisis s'aturen.
És un fenomen que succeeix al trajecte de les aigües equatorials del Pacífic, entre la costa Indoaustraliana i Sud-amèrica. Aquest fenomen normalment arriba a finals de desembre i pot durar fins a tres mesos. Tot i que a vegades s'ha allargat fins a tres anys. Però no és un fet que es manifesta cada any, té una periodicitat bastant irregular, ja que poden passar set anys fins que torni a ocórrer.
Es caracteritza per l'afebliment o la inversió dels vents alisis que normalment flueixen d'Est a Oest, ocasionant un increment de la temperatura superficial a l'oceà Pacífic. Com a conseqüència, a la regió d'Indonèsia i Austràlia s'estableix un sistema d'altes pressions, mentre que els corrents d'aigua càlida es desplacen cap a l'Est. Aquest fet genera condicions d'aridesa a la zona, provocant una escassetat de precipitacions. En canvi, a la costa d'Amèrica del Sud predomina un sistema de baixes pressions que, juntament amb l'escalfament de la superfície oceànica, origina precipitacions intenses. Però aquesta alteració tèrmica de les aigües comporta un problema, i és la reducció considerable de la fauna marina a la regió.
Mentrestant, a l'Atlàntic, en capes altes, els vents de l'oest, que serien bloquejats per la circulació Walker i incapaços d'assolir altes intensitats, ho aconsegueixen. Aquests vents trenquen en dues les capes altes dels huracans i disminueix sensiblement la quantitat d'ells que aconsegueixen enfortir-se.

#### La Niña
És a fase inversa d'El Niño, caracteritzada per una intensificació dels vents alisis i un descens notable de la temperatura superficial de l'Oceà Pacífic. L’enfortiment dels corrents d'aire en direcció Oest provoca l'acumulació d'aigües càlides en aquesta zona occidental, mentre que a l'Est hi ha un aflorament d'aigües fredes. Com a conseqüència, s'observa una disminució en la profunditat de la termoclina.
Pel que fa als canvis de pressió atmosfèrica, es registra un augment a la costa de Sud-amèrica, mentre que a la regió d'Indonèsia s'experimenta una reducció. Aquesta dinàmica ocasiona períodes d'aridesa a la part oriental del Pacífic i precipitacions fortes a la zona occidental. En conclusió, es produeix una intensificació de la cèl·lula de Walker.
La part neutral del cicle - el component "normal" - ha sigut denominada humorísticament com "El no-res".